# Зекенов, Алибек Жаныбекович
Алибек Жаныбекович Зекенов (род. 13 августа 1989) — казахстанский самбист, чемпион (2022 год) и бронзовый призёр (2021) чемпионатов Казахстана, победитель и призёр международных турниров, победитель чемпионата Азии 2016 года в Ашхабаде, бронзовый призёр соревнований по самбо летних Азиатских игр 2018 года в Джакарте, бронзовый призёр чемпионата мира 2017 года в Сочи. Выступал во второй средней весовой категории (до 90 кг). Проживал в Астане.